# Turkisk kåltrav
Turkisk kåltrav (Conringia planisiliqua) är en korsblommig växtart som beskrevs av Fisch. och Carl Anton von Meyer. Enligt Catalogue of Life ingår Turkisk kåltrav i släktet kåltravar och familjen korsblommiga växter, men enligt Dyntaxa är tillhörigheten istället släktet kåltravar och familjen korsblommiga växter. Arten förekommer tillfälligt i Sverige, men reproducerar sig inte. Inga underarter finns listade i Catalogue of Life.